# Archiastomata adami
Famille
Synonymes
- Bursariidae Bory de St. Vincent, 1826

Genre
Espèce
Archiastomata adami est une espèce de Ciliés, unique espèce décrite de la famille des Archiastomatidae et du genre Archiastomata, lequel appartient à la classe des Oligohymenophorea et l’ordre des Astomatida.

## Étymologie
Le nom de genre Archiastomata, est composé du préfixe archi,  « premier, ancien », et du suffixe -stoma, « bouche » (précédé du privatif -a-, littéralement « sans bouche »), l'ensemble signifiant « premier (cilié) sans bouche ».

## Systématique
Le nom correct de la famille de ce taxon est Archiastomatidae Foissner,1976.
D'après Lynn (2008), cette famille a pour synonyme celle des Bursariidae Bory de St. Vincent, 1826, qui pourtant ne contient pas le genre Archiastomata.

## Publication originale
- (de) W. Foissner, « Archiastomata adami nov. gen., nov. spec. (Archiastomatidae nov. fam.), ein freilebender astomater Ciliat », Acta Protozoologica, Warszawa, vol. 15, no 3,‎ 1976, p. 295-306 (ISSN 0065-1583, e-ISSN 1689-0027, lire en ligne [PDF]).